# マーシャル・ギルバート諸島機動空襲
マーシャル・ギルバート諸島機動空襲（マーシャル・ギルバートしょとうきどうくうしゅう）とは、第二次世界大戦における太平洋戦争初期の1942年（昭和17年）2月1日に、アメリカ海軍の空母機動部隊が行ったマーシャル諸島およびギルバート諸島の日本軍に対する航空攻撃である。真珠湾攻撃で戦艦部隊に打撃を受けたアメリカ海軍の太平洋艦隊が、使用可能なヨークタウン級航空母艦を活用して一撃離脱を仕掛けた。
ハルゼー提督の第8任務部隊（エンタープライズ）がマーシャル諸島を、フレッチャー提督の第17任務部隊（ヨークタウン）がギルバート諸島の日本海軍諸施設を襲撃し、若干の損害を与えた。第四艦隊隷下の基地航空隊が反撃し、航空攻撃により重巡1隻が小破、空母1隻が軽微な被害を受ける。
本作戦はアメリカ軍空母機動部隊による「機動空襲」の最初の事例であり、太平洋戦争におけるアメリカ海軍の最初の積極的作戦行動であった。日本側は広大な正面の防備の難しさ、それを担う航空兵力の甚だしい不足を認識したが、国力不足から抜本的対策がとられることはなかった。一方のアメリカ軍は戦果を過大に宣伝し、ハルゼー提督の名声が高まった。

## 背景
1941年（昭和16年）12月7日（日本時間12月8日）、日本海軍の南雲機動部隊が敢行した真珠湾攻撃により、太平洋艦隊は主力戦艦部隊が行動不能になった。太平洋艦隊司令長官のハズバンド・キンメル大将は責任を問われて更迭され、新たにチェスター・ニミッツ大将が着任した。ニミッツ大将は劣勢な戦力で正面から日本海軍に立ち向かうことを避け、太平洋艦隊に残された正規空母3隻と巡洋艦を基幹戦力とした3つの任務部隊により、弱点への一撃離脱を繰り返すゲリラ戦を行うことにした。
西太平洋では日本軍が南方作戦を発動して東南アジアの連合国（ABDA司令部）を追い詰めており、フィリピンの戦いで苦戦するアメリカ極東陸軍（マッカーサー将軍）を支援するためにも、アメリカ海軍は何らかの行動を起こす必要があった。
アメリカ海軍の最初の攻撃目標に選ばれたのが、フィジー方面への侵攻拠点になる恐れがあるマーシャル諸島とギルバート諸島およびウェーク島であった。ニミッツは1942年（昭和17年）1月9日にウィリアム・ハルゼー中将に作戦を発令した。マーシャル諸島のうち中核のロイ＝ナムル島（ルオット）とクェゼリン環礁は当初案において攻撃目標外だったが、潜水艦「ドルフィン」が1月下旬に行った事前偵察の結果、マーシャル諸島の日本側防備がそれほど厳重ではないと判明したため、攻撃目標に追加された。マーシャル諸島とギルバート諸島方面には、空母「エンタープライズ」を中心とする第8任務部隊（指揮官：ウィリアム・ハルゼー中将）と、空母「ヨークタウン」を中心とする第17任務部隊（指揮官：フランク・J・フレッチャー少将）が投入されることになり、ハルゼー中将が全体の指揮を執った。同時に、空母「レキシントン」を基幹とする第11任務部隊（指揮官：ウィルソン・ブラウン中将）がウェーク島に空襲をかける計画であった。
日本は戦前からマーシャル諸島を委任統治し、ギルバート諸島も開戦直後に無血占領していた。これらの島は第四艦隊（司令長官井上成美中将、南洋部隊指揮官）の担当地区で、守備隊としては第6根拠地隊（司令官：八代祐吉少将）が置かれ、第24航空戦隊（司令官：後藤英次少将）を主力とする基地航空隊が駐留した。二四航戦隷下の横浜海軍航空隊がジャルート環礁（ヤルート）に、千歳海軍航空隊がルオットに展開した。
第四艦隊の水上戦力は乏しく、中部太平洋海域には旧式機雷敷設艦「常磐」と、潜水艦2隻、商船改造の特設艦船を展開している程度だった。
また、クェゼリン環礁は潜水艦部隊である第六艦隊（司令長官：清水光美中将）が活動拠点にしており、空襲当時、旗艦の練習巡洋艦「香取」と潜水艦7隻、潜水母艦など支援艦5隻を碇泊させていた。
1942年1月8日、日本海軍の伊25が空母1隻撃沈を報じ、日本側は大本営発表で「水上機母艦ラングレーを撃沈」と発表した。
1月11日（日本時間12日）には伊6が空母「レキシントン」撃沈を報告した（実際は同型艦「サラトガ」撃破、修理に5ヶ月間を要した）。この空母撃沈報告により日本軍は「アメリカ太平洋艦隊の残存空母はサラトガ1隻」と宣伝する。楽観的気運は連合艦隊の作戦指導にも影響を与えた。
日本軍は南方作戦に力を注いでおり、主戦力の南雲機動部隊もラバウル攻略戦などで転戦中だった。基地航空部隊の24航戦も、ラバウル攻略戦のため主力をトラック島に移しており、マーシャル諸島方面に配備した機材も九六式艦上戦闘機や九六式陸上攻撃機など旧式であった。空襲時の基地航空隊の総兵力は、ロイ＝ナムル島（ルオット）とタロア島（マロエラップ）の陸上基地に戦闘機24機・陸攻9機、ほか水上偵察機約15機と飛行艇9機（可動6機）の計60機弱だった。

## 戦闘経過

### アメリカ艦隊の出撃

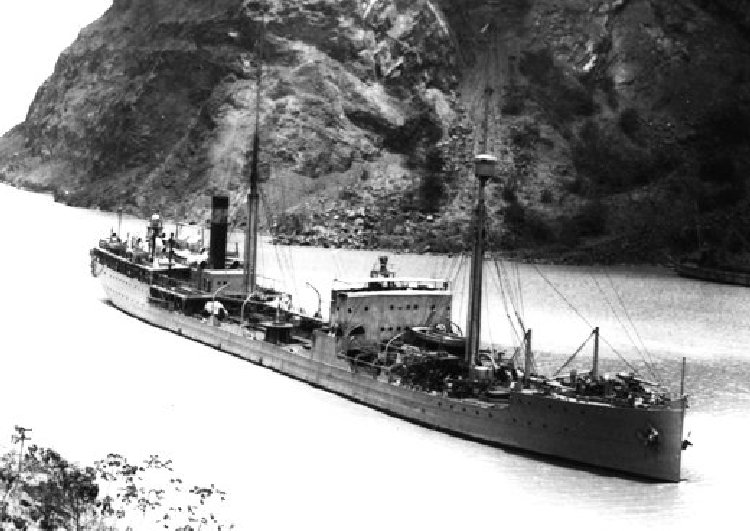
ウェーク島行きの第11任務部隊に給油するはずだった給油艦「ナチェス」。

アメリカ海軍の第8任務部隊（ハルゼー中将、エンタープライズ）と、大西洋から来た第17任務部隊（フレッチャー少将、ヨークタウン）は、それぞれ正規空母1隻と巡洋艦・駆逐艦若干という編成であった。アメリカ領サモア増援の海兵隊を乗せた輸送船団を護送し、1942年1月23日にトゥトゥイラ島へ上陸させた。そして2つの任務部隊が合同して、1月25日にパゴパゴ港を出港した。1月28日に分離した2個の任務部隊は、攻撃地点へと向かった。第8任務部隊の方が日本軍勢力圏内に踏み込むので、より長距離を移動しなければならなかった。
日本側は1月30日と31日朝、基地航空隊による哨戒を実施していたが、アメリカ艦隊を発見できなかった。第17任務部隊は1月31日に日本軍哨戒機の接近を確認しているが、発見を免れたという。クェゼリン環礁の第6通信隊は、通信解析の結果からアメリカ機動部隊が作戦行動中であると警告したが、軍令部はこの報告を却下した。第6根拠地隊は、1月31日に警戒態勢を第2配備から第3配備へ緩めた。ハルゼーは暗号解読班のバンクスン・T・ホールコム大尉に対して空襲当日に投下する用の「そちらの偵察機が私の部隊を見つけないでくれて心より感謝します」と書かれたビラを用意させた。
なお、別行動でウェーク島空襲を目指したアメリカ海軍の第11任務部隊（レキシントン部隊）は、1月23日のハワイ出撃直後に補給担当の給油艦「ナチェス」が、ハワイ沖監視任務の日本潜水艦伊72に撃沈されてしまったため、作戦を中止した。

### 第8任務部隊による攻撃

#### クェゼリン環礁の空襲
第8任務部隊は1月31日日没後に艦砲射撃任務の巡洋艦部隊を分離し、30ノットに速度を上げた。2月1日午前1時40分頃から2時過ぎ（アメリカ側時間：午前4時40分-5時過ぎ。以下、原則として日本側時間による）にかけ、空母「エンタープライズ」は、クェゼリン環礁に向け第一次攻撃隊の艦爆37機と艦攻9機を発進させた。第6雷撃飛行隊（指揮官：E.E.リンゼー少佐）のTBD9機は500ポンド爆弾を搭載していた。
空は晴れて満月が明るく、しかも無風で絶好の天候だった。
2月1日午前4時頃、第一次攻撃隊はクェゼリン環礁への攻撃を開始した。飛行場のあるロイ＝ナムル島（ルオット島）上空では、第6偵察飛行隊（SBD艦爆）と迎撃に上がってきた千歳空の九六式艦上戦闘機12機との間で空中戦が行われ、さらに対空砲火により、合計3機を喪失した。アメリカ軍は日本機3機の撃墜を報じたが、日本側に被撃墜機は無い。
第6爆撃飛行隊（SBD艦爆）とTBD艦攻隊はクェゼリン本島の艦船や陸上施設、エビジェ島（en:Ebeye Island）の水上機基地や係留中の飛行艇に爆撃を行った。艦攻隊は環礁内に有力な日本艦船が存在するとの偵察報告を発信し、連絡を受けた艦爆の一部が艦船攻撃に加わった。艦爆は「香取」を爆撃したが、重大な損傷ははなかった。日本側戦闘機の邀撃で、SBD1機が撃墜された。
在泊中の日本軍艦船は小銃まで持ちだして応戦し、潜水艦は港内で潜水して逃れた。清水中将は「香取」を緊急出港させ、午前5時に隷下の潜水艦7隻に反撃のため出航するよう命じた。作成した暗号電文には誤りがあり、連合艦隊参謀長宇垣纏少将は「真珠湾攻撃時のアメリカ側の狼狽を笑えない」と述懐している。クェゼリン本島の第6根拠地隊司令部は空襲開始からすぐに爆弾の直撃を受け、八代少将ら多数が戦死した。
敵航空母艦2隻所在との報告を受けた「エンタープライズ」では、午前4時半に、TBD艦攻9機から成る第二次攻撃隊をクェゼリンに発進させた。対艦戦闘が予想されたので、艦攻9機は魚雷を搭載して出撃する。第二次攻撃隊は、脱出を開始した日本軍の「軽巡洋艦」など大型艦を狙って命中魚雷多数を報じたが、実際には過早爆発などで命中弾は1発も無かった。これが、アメリカ海軍が実戦で航空魚雷を使用した最初の戦闘であった。第二次攻撃隊は迎撃機に出くわすことなく、午前8時半に母艦に帰還した。一連の戦闘でTBD部隊に喪失はなく、3機が損傷しただけで済んだ。

#### タロア島の空襲および艦砲射撃
タロア島に対しては、第一次攻撃隊として爆装したF4Fワイルドキャット6機が向けられた。攻撃隊は2月1日午前3時過ぎに母艦を飛び立ったが、1機は発艦時の事故で失われた。タロア飛行場を爆撃したアメリカ軍機に対し、日本側の千歳海軍航空隊は上空哨戒機と緊急発進合わせて11機の九六式艦上戦闘機で迎撃した。双方が数機ずつの撃墜を報じたが、実際には九六艦戦1機だけだった。これが空母部隊のF4Fの初戦果であった。
アメリカ側は午前6時にクェゼリン攻撃から帰還した機を再編した第二次攻撃隊（SBDドーントレス9機）、午前7時過ぎには第三次攻撃隊（偵察爆撃機9機）が、タロア飛行場めがけて発艦した。各攻撃隊は飛行場施設や駐機中の軍用機を爆撃し、格納庫2棟と燃料タンク2基炎上など地上施設が大破、地上撃破9機の打撃を与えた。第二次攻撃では千歳空の九六艦戦5機が、第三次攻撃では千歳空の九六艦戦6機が邀撃し、空中戦が繰り広げられた。双方とも数機撃墜を報じたが、実際の損失は日米とも無かった。
重巡「チェスター」と駆逐艦2隻から成る砲撃部隊（指揮官：ショック大佐）が、タロア島への艦砲射撃を担当した。「チェスター」は観測用水上機4機を発進させて砲撃を行ったが、日本機と沿岸砲の抵抗を受けた。タロア基地の日本側航空隊は、千歳空の九六式陸上攻撃機8機と、九六式艦上戦闘機13機（60kg爆弾装備）により反撃を行った。爆弾1発を「チェスター」に命中させる。「チェスター」は甲板貫通、8人戦死・11人重傷・23人軽傷の損害を受けた。
タロアの千歳空（陸攻部隊）は魚雷による第二次攻撃を計画したが、ルオット基地にあった魚雷が調達できず、九六式陸上攻撃機7機（第一次攻撃隊5、第二次攻撃隊2）が水平爆撃により「エンタープライズ」（千歳空の報告では「サラトガ」）を狙った。戦果は至近弾による軽微な損害であった。なお第一次攻撃では被弾した指揮官機（機長：中井一夫大尉）が反転して「エンタープライズ」に特攻を試みる。航空整備兵のブルーノ・ゲイドは駐機中のSBDに飛び乗り、後部銃座の連装機銃で中井機を墜落させようとした。中井機は飛行甲板をかすめ、駐機していた航空機を破損させつつ反対舷の海面に落下、「エンタープラズ」の飛行甲板で小火災が発生した。「エンタープライズ」の防空戦闘機は陸攻1機と、別に飛来した水上機1機を撃墜した。タロアの千歳空は第8任務部隊攻撃で、九六式陸攻合計2機を喪失した。

#### ウォッジェ環礁の空襲および艦砲射撃

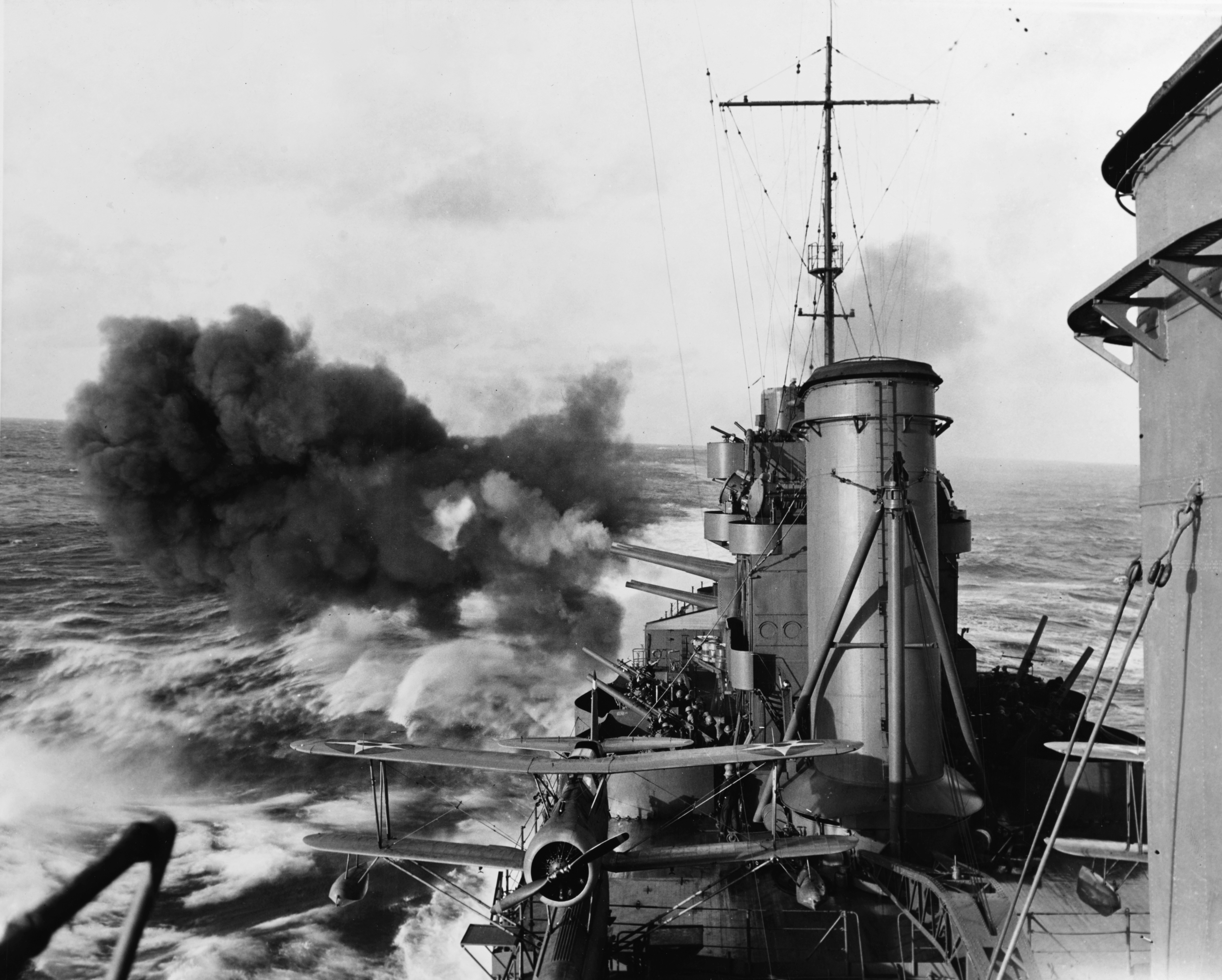
ウォッジェ環礁に艦砲射撃を加える重巡「ソルトレイクシティ」。

ウォッジェ環礁に対しても、2月1日午前3時過ぎに爆装戦闘機6機の第一次攻撃隊が出撃し、反復攻撃後に全機帰還した。8時過ぎに第二次攻撃隊の艦攻9機（爆弾装備）と艦爆8機が発進し、残存する飛行場施設や艦船を爆撃した。特設捕獲網艇「鹿島丸」（鹿島汽船、876トン）沈没、格納庫1棟や燃料タンク2基が全焼、格納庫2棟が半壊した。ウォッジェに日本軍機は無く、迎撃も無かった。
ウォッジェ環礁に対しては、重巡洋艦「ノーザンプトン」と「ソルトレイクシティ」および駆逐艦1隻から成る砲撃部隊（指揮官：レイモンド・スプルーアンス少将）が艦砲射撃を実施した。スプルーアンス隊は観測用水上機を発進させ、午前5時からまず艦船、ついで陸上拠点を砲撃した。日本側は、哨戒中の特設駆潜艇「第十昭南丸」（日本水産、350トン）の通報で敵艦隊の接近を知った。大田増右衛門大佐の指揮で脆弱な在泊艦艇全力を繰り出して応戦したが、特設砲艦「豊津丸」（摂津商船、2,931トン）大破擱座、碇泊中の海軍一般徴用船ぼるどう丸（川崎汽船、6,567トン）、特設駆潜艇「第十昭南丸」撃沈、「第十一昭南丸」（日本水産、350トン）中破の壊滅的打撃を受けた。沿岸砲の反撃もあったが、至近弾が出始めたところで「ソルトレイクシティ」は射程外に逃れ、スプルーアンス隊に損害はなかった。観測機は午前6時頃の攻撃打ち切りに際して爆撃を行って去り、うち1機は乗員のみ収容して処分された。

### 第17任務部隊による攻撃

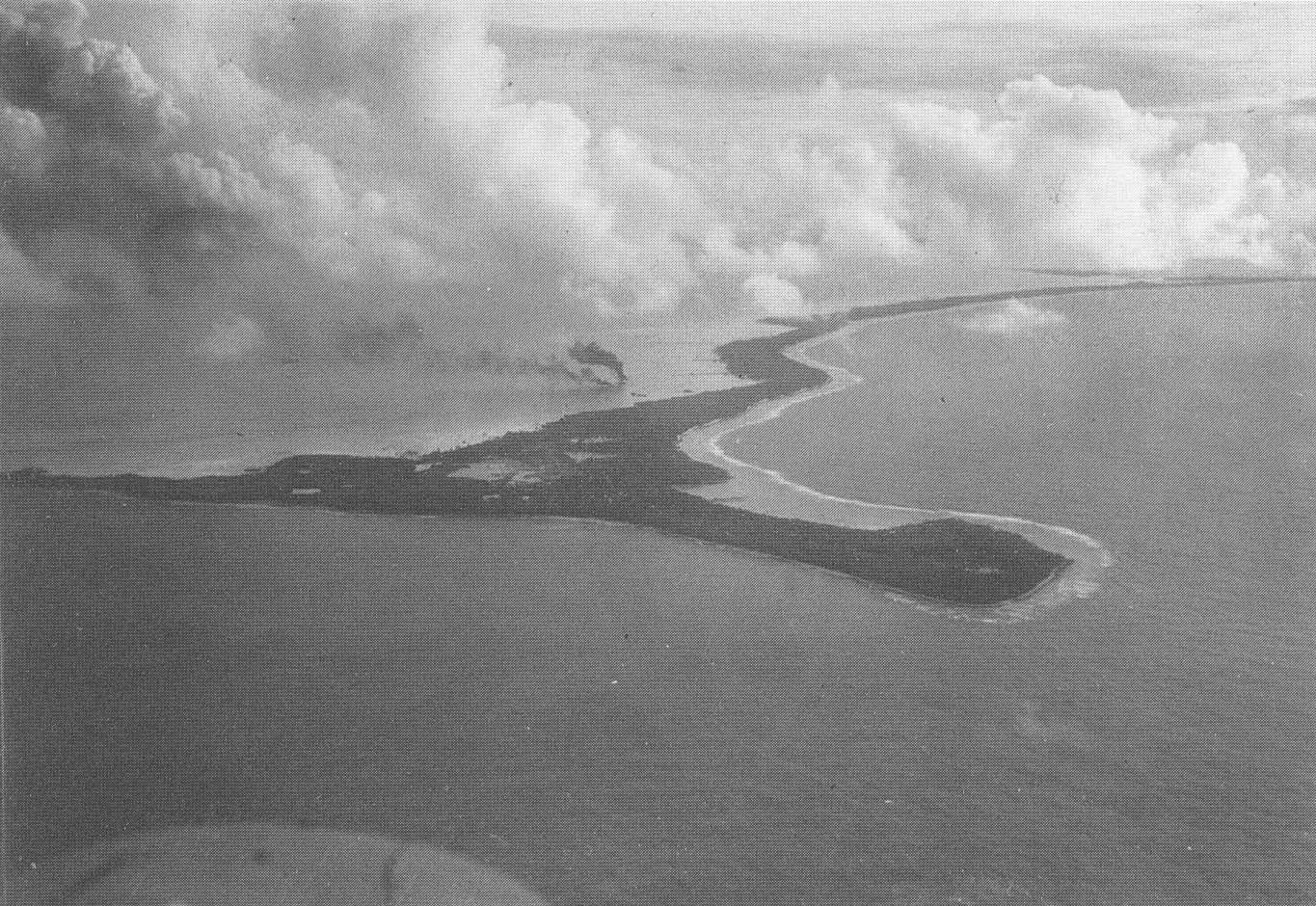
アメリカ軍機が撮影したマキン環礁の航空写真。黒煙を上げているのは炎上中の2機の日本軍九七式大艇。

第17任務部隊の空母「ヨークタウン」は、2月1日午前2時から3時にかけ、ジャルート環礁に対して爆弾装備のTBD艦攻12機（第5雷撃飛行隊。指揮官：ジョー・テイラー少佐）と、SBD艦爆17機（指揮官：ボブ・アームストロング少佐）、マキン環礁に対してSBD艦爆9機（指揮官：ウィリアム・バーチ少佐）、ミリ環礁に対して艦爆5機（指揮官：ウォリィ・ショート大尉）の第一次攻撃隊を出撃させた。F4F戦闘機部隊は母艦防衛のため残された。第5雷撃飛行隊は、1機が故障で母艦に引き返し、2機が母艦上空で空中衝突をおこし6名が戦死した。洋上は雲が立ち込める悪天候で、攻撃隊は編隊を乱しながら飛行した。
ジャルート環礁への攻撃隊は、午前4時過ぎ、雷雨と強風の中で攻撃を開始した。何機かは悪天候でジャルート環礁を発見できず、爆弾を棄てて母艦に引き返すことになった。環礁に辿りついた攻撃隊のうち、艦攻は水平爆撃で碇泊中の艦船を狙い、艦爆は艦船・地上施設・駐機中の水上機などに爆撃と機銃掃射を加えた。日本軍はジャルートに戦闘機を置いておらず迎撃できなかったが、損害は特設運送船「関東丸」（原田汽船、8,601トン）が小破した程度だった。7時半過ぎに攻撃隊は帰路に就いたが、艦攻2機は燃料不足により不時着して搭乗員6名は環礁に上陸、日本軍の捕虜になった。
マキン環礁には、第5偵察飛行隊のSBD9機が攻撃を敢行した。マキン島では午前4時頃に爆撃が始まり、碇泊中の特設砲艦「長田丸」（日本郵船、2,969トン）が中破した。攻撃隊は「8,000トン級の水上機母艦を撃沈しそこなった」と報告している。機銃掃射で横浜海軍航空隊の飛行艇2機が破壊された。アメリカ軍はSBD1機が不時着し、搭乗員2名は駆逐艦に救助された。ミリ環礁への攻撃隊は、水上目標や軍事施設を発見できず（飛行場未完成）、代わりに倉庫やタンクを爆撃して帰還した。
駆逐艦1隻が日本軍飛行艇から爆撃を受けたが損害はなく、対空砲火で撃墜することもできなかった。空母「ヨークタウン」上空にも九七式飛行艇が飛来し、警戒中のF4F戦闘機により撃墜された。第17任務部隊は、午後にジャルート環礁に対する第二次攻撃を計画していたが、悪天候と夜間着艦となる危険のため断念された。「ルイビル」が対潜哨戒に出した水上機1機が行方不明となった。第17任務部隊の損害は、TBD2機が艦隊上空で空中衝突により喪失、TBD2機が不時着して未帰還、SBD2機が敵地上空で空中衝突により喪失、SBD1機が不時着して失われた（前述）。

### アメリカ艦隊の撤収
2つの任務部隊は攻撃を1日だけで終え、それぞれハワイへの帰路に就いた。第8任務部隊は、2月2日に日本潜水艦を発見し、哨戒中の航空機と駆逐艦の共同攻撃により撃沈を報じたが、日本側に該当する喪失艦はない。2月6日、第17任務部隊は真珠湾に帰着した。
日本側は現地の防備指揮官だった八代少将の戦死を巡り、軍令承行令がうまく機能せず、2人が指揮権継承を宣言する混乱が発生した。第六艦隊と第六根拠地隊の潜水艦9隻を出撃させて追撃を試みたが、いずれも敵艦を発見できなかった。伊15、伊19、伊26がクェゼリンに帰投し、他艦は別の任務についた。また南洋部隊（第四艦隊）麾下の第六戦隊の青葉型重巡2隻、古鷹型重巡2隻にも東進を命じたが、いずれも補足できなかった。第六戦隊（青葉、加古、衣笠、古鷹）は2月4日にルオット島、5日にクェゼリン環礁に寄港し、トラック泊地にむかった。
チューク諸島のトラック泊地からは空母「赤城」「加賀」「瑞鶴」基幹の南雲機動部隊主力を出撃させたが、こちらもアメリカ機動部隊を捕捉できず、南雲機動部隊は2月8日パラオ諸島に入港した。第五艦隊（北方部隊）の軽巡「多摩」「木曾」なども出動して東方哨戒線を形成したが、接敵しなかった。

## 結果
日本軍は特設駆潜艇2隻と輸送船1隻が撃沈され、特設砲艦2隻と特設駆潜艇1隻が大中破、「香取」「常磐」と潜水母艦「靖国丸」ほか輸送船2隻が小破した。潜水艦伊23も戦闘に支障ない程度の軽微な損害を受けている。航空機は18機が失われた。人的被害は八代少将以下161人が戦死し、第六艦隊司令長官の清水中将も重傷を負った。八代少将（海兵40期。宇垣纏と海軍兵学校同期）は、開戦以来初めての日本軍将官の直接戦闘による死者であった。
また第四艦隊司令長官井上成美中将が作成した戦闘報告電報は「開戰以來最大最長の電報にして翻譯に△時間を要したりと云ふ」という長さだった。
アメリカ側は、第8任務部隊だけで艦船12隻撃沈・航空機35機破壊など、かなり過大な戦果判定をしていた。
戦闘の物的戦果は大きなものではなかったが、アメリカ海軍機動部隊にとって貴重な実戦経験となった。また「新田丸級（八幡丸級）貨客船改造航空母艦（17,000トン）1隻を撃沈」と報じるなど過大な戦果判定で「大勝利」「真珠湾攻撃の復讐を成し遂げた」と思われたこともあって、敗戦続きのアメリカ軍の士気を高める貴重な材料となった。ニミッツ提督も、米機動部隊の行動を賞賛した。日本の戦前からの支配地である南洋群島を攻撃したことは英雄的行為と評価され、ハルゼー中将の名声が高まった。マスメディアは「ハルゼーに続け！」という宣伝文句を謳い、言及されなかったヨークタウン側は若干の不満を抱いた。
アメリカ軍の損害は重巡「チェスター」が九六式陸攻の空襲で小破したほか、「エンタープライズ」が九六陸攻の水平爆撃と被弾機（中井大尉）の体当たり未遂で、軽微な損傷を負った。航空機に関しては「エンタープライズ」航空隊が5機未帰還・33機損傷、「ヨークタウン」航空隊が7機損失のほか、巡洋艦搭載の水上機2機が対潜哨戒などの任務中に失われた。
「エンタープライズ」は雷撃隊が戦闘機の護衛なしで奇襲を敢行したことについて「雷撃飛行隊には戦闘機の護衛が必須である」と提言した。
日本海軍は米軍機動部隊の奇襲を許した上に、反撃にも失敗した。これをきっかけにアメリカ機動部隊による日本本土空襲を警戒するようになり、宇垣連合艦隊参謀長は陣中日誌「戦藻録」で帝都（東京）空襲を懸念して「彼（アメリカ機動部隊）にして直接帝都を窺はず、此の時南東方にかすり傷を與へ、且つ充分なる教訓を齎せるは幸なりし哉」と記述している。そのため、連合艦隊司令部は、南雲機動部隊から第五航空戦隊（司令官原忠一少将）を抽出し、アメリカ機動部隊の迎撃用として備える措置を採った。
しかし、その後もアメリカ空母機動部隊による機動空襲は、2月14日のウェーク島空襲（ハルゼー：エンタープライズ）、2月20日のニューギニア沖海戦（第11任務部隊、レキシントン）、3月4日の南鳥島攻撃（ハルゼー：エンタープライズ）、3月10日のラエ・サラモア空襲（レキシントン、ヨークタウン）の順番で繰り返された。一連の機動空襲で、日本軍はいつもアメリカ空母を取り逃がしてしまう。さらに4月18日にはハルゼー提督が率いるヨークタウン級空母2隻によりドーリットル空襲が敢行され、空母「ホーネット」より発艦したB-25型爆撃機により日本列島各地が襲われた。このことが、アメリカ空母の捕捉を目的としたミッドウェー攻略作戦の発案へと繋がり、ミッドウェー海戦により戦争全体の行く末にも影響することになる。
中井大尉（戦死により少佐へ進級）の九六陸攻が空母へ体当たりを試みたことは美談として報道された。後日、連合艦隊司令長官山本五十六大将より千歳海軍航空隊に感状が授與された。

## 参加兵力

### アメリカ軍
第8任務部隊指揮官：ウィリアム・ハルゼー中将
- 空母「エンタープライズ」（旗艦。ジョージ・D・マレー艦長）
- 支援隊 - 駆逐艦3隻
- 砲撃隊 - 重巡「ノーザンプトン」、同「ソルトレイクシティ」、同「チェスター」、駆逐艦3隻
- 補給隊 - 給油艦1隻、駆逐艦1隻[112]

第17任務部隊指揮官：フランク・J・フレッチャー少将
- 空母「ヨークタウン」（旗艦。エリオット・バックマスター艦長）[44]
- 支援隊 - 重巡「ルイビル」、軽巡「セントルイス」、駆逐艦4隻（シムス、ウォーク、ラッセル、ヒューズ）
- 補給隊 - 給油艦「カスカスキア」、駆逐艦1隻[112]

### 日本軍
第四艦隊（南洋部隊）司令長官：井上成美中将　練習巡洋艦「鹿島」（旗艦、トラック泊地）
- 第6根拠地隊（マーシャル方面防備部隊） - 司令官：八代祐吉少将
  - 第6防備隊、第6通信隊、第51警備隊（ジャルート）、第52警備隊（タロア）、第53警備隊（ウォッゼ）
  - 敷設艦「常磐」[27]、特設砲艦6隻、特設駆潜艇12隻、特設掃海艇4隻ほか支援艦船・小艦艇多数[28]
  - 第26潜水隊 - 呂61、呂62
  - 第19航空隊 - 水上偵察機12-16機（クェゼリン・ジャルート）、輸送機1機[28][43]
- 第24航空戦隊 - 司令官：後藤英次少将
  - 千歳海軍航空隊[23] - 戦闘機24機（タロア15機・ルオット9機）、陸攻9機（タロア）[43]
  - 横浜海軍航空隊[23] - 飛行艇7-9機（ジャルート4-6機・マキン3機）[43]

第六艦隊（先遣部隊）司令長官：清水光美中将
- 練習巡洋艦「香取」（旗艦）
- 第1潜水戦隊 - 伊9、伊15、伊17、伊19、伊23、伊25、伊26
- 支援艦 - 潜水母艦「靖国丸」、同「平安丸」、給油船「東亜丸」、同「新玉丸」、同「第2天洋丸」[注釈 11]

## 創作作品への影響
- バトル360 空母エンタープライズの戦い（2008年、ヒストリー
  - 「エンタープライズ」の戦歴を映像化したドキュメンタリー。エピソード1「任務開始　Call to Duty」で、本作戦や陸攻の空襲や特攻を描写する。千歳空は九六式陸攻だが、映像では一式陸上攻撃機になっている。

- ミッドウェイ（2019年、ローランド・エメリッヒ監督）
  - 「エンタープライズ」とSBDパイロットやブルーノ・ガイド（俳優：ニック・ジョナス）の視点からマーシャル・ギルバート諸島機動空襲が描写されている。金剛型戦艦が停泊していたり、零式艦上戦闘機多数がSBD部隊を邀撃するなど、脚色が加えられている。